# Eulithis conjuncta
Eulithis conjuncta är en fjärilsart som beskrevs av Barend J. Lempke 1950. Eulithis conjuncta ingår i släktet Eulithis och familjen mätare. Inga underarter finns listade i Catalogue of Life.